# Ueebisu Katsunori
Ueebisu Katsunori (sinh ngày 4 tháng 5 năm 1996) là một cầu thủ bóng đá người Nhật Bản.

## Sự nghiệp câu lạc bộ
Ueebisu Katsunori hiện đang chơi cho Kyoto Sanga FC.